# Kenyacus similis
Kenyacus similis (лат.) — вид жужелиц рода Kenyacus из подсемейства Harpalinae.

## Распространение
Тропическая Африка: Уганда (Western Region, Kasese District, Rwenzori Mts. National Park).

## Описание
Бескрылые жуки мелких размеров, в длину около 3 мм (3,0—3,6 мм), ширина 1,3—1,6 мм. Отличаются от близкого вида K. angustatus более узкими головой и переднеспинкой, тонкой скульптурой лица, короткими усиками, светло-коричневой окраской тела. Ментум без срединного зуба, лигулярный склерит с четырьмя преапикальными щетинками, надглазничная пора расположена далеко от надглазничной борозды, метепистерна короткая. Голова большая, с широкой шеей.

## Таксономия
Вид был впервые описан в 2019 году российским энтомологом Борисом Михайловичем Катаевым (Зоологический институт РАН, Санкт-Петербург) по материалам из Африки.